# Acropora rambleri
Acropora rambleri is een rifkoralensoort uit de familie van de Acroporidae. De wetenschappelijke naam van de soort is voor het eerst geldig gepubliceerd door Bassett-Smith.